# Cornechiniscus ceratophorus
Cornechiniscus ceratophorus är en djurart som tillhör fylumet trögkrypare, och som först beskrevs av Walter Maucci 1973.  Cornechiniscus ceratophorus ingår i släktet Cornechiniscus och familjen Echiniscidae. Inga underarter finns listade i Catalogue of Life.